# CFGT-FM
CFGT-FM, aussi connue sous le nom de Planète 104,5 est une station de radio québécoise appartenant à Cogeco Média et diffusant à Alma sur la fréquence 104,5 MHz avec une puissance de 50 000 watts à partir du Mont Saint-Nazaire.
Anciennement connue sous le nom de CFGT 1270, elle devient Planète 104,5 le 13 octobre 2010 en utilisant les logos du réseau Planète Radio.

## Historique
CFGT a été fondé par Lionel Morin et elle a été mis en ondes le 26 octobre 1953 par Radio Lac St-Jean Ltée. À l'époque, elle diffusait sur la bande AM à la fréquence 1 270 kHz avec une puissance initiale de 1 000 watts.
En 1974, la puissance de la station augmente de 1 000 watts à 10 000 watts le jour et à 5 000 watts la nuit, puissance qu'elle maintiendra jusqu'à sa conversion à la bande FM.
En 1977, CFGT s'affilie au réseau AM Radiomutuel de CJMS 1280 à Montréal.
En 1984, la station passe aux mains des Immeubles Gilbert Pedneault.
En 1993, CFGT a appliqué auprès du CRTC pour convertir la station sur la bande FM à la fréquence 97,7 MHz avec une puissance de 100 000 watts, que le CRTC refuse, approuvant plutôt la nouvelle station CKYK-FM. La station passe à un format de musique country à partir du 30 mai. En 1994, CFGT a interrompu temporairement ses activités et déménage dans les studios de CKYK-FM.
En 1995, CFGT revient en ondes à la suite de sa vente au Groupe Radio Antenne 6, la station alors connue comme étant L'Info-Radio CFGT 1270, s'affilie au réseau Radiomédia (maintenant Corus Québec) avec CKRS 590 Chicoutimi, CHRC 80 Québec, CJRC 1150 Gatineau, CHLN 550 Trois-Rivières et CKAC 730 Montréal.
En 2008, CFGT réapplique auprès du CRTC pour convertir la station sur la bande FM à la fréquence 97,7 MHz, mais avec une puissance de 50 000 watts cette fois. Le 11 septembre 2008, cette demande est refusée par le CRTC.
En 2009, CFGT réapplique encore une fois auprès du CRTC pour convertir la station sur la bande FM à la fréquence 97,7 MHz, avec une puissance encore à 50 000 watts. Enfin, le 20 août 2009, le CRTC approuve la demande.
Le 3 mars 2010, le CRTC approuve la demande du Groupe Radio Antenne 6 pour l'utilisation de la fréquence 104,5 MHz, pour CFGT-FM, plutôt que la fréquence initiale, le 97,7 FM puisqu'elle causerait de l'interférence aux stations CFIX-FM 96,9 et CKRS-FM 98,3 FM.
Le 13 octobre 2010, L'Info-Radio CFGT 1270 passe officiellement à la bande FM et devient Planète 104,5 et présente une programmation 100 % locale, de 6 h à minuit. Trois jours plus tard, soit le samedi, 16 octobre 2010, l'ancien émetteur AM de CFGT 1270 quitte les ondes après 56 ans de diffusion, ce qui marque la fin de la radio AM au Saguenay–Lac-Saint-Jean.
Le 19 janvier 2015, Planète 104,5 change d'image et devient le nouveau 104,5 Planète Radio. Le nouveau slogan « La meilleure musique des années 1980-90 et 2000 ».

## Animateurs
- Charles Bergeron, Léa Laprise-Skeene et Mathieu Savard, “Debout la Planète”
- Annie-Claude Dumais, “Le Lunch”
- Caroll Guay, “Planète au Boulot”
- Rosalie Marcil, “Planète au boulot PM”, “Le Retour du Lac”, “Planète Week-end”
- David Brassard, “Planète au boulot”, “Planète Week-end”, “Dance Mix”
- Léa Laprise-Skeene, “Génération VJ”, “Dance Mix”
- Alex Martin, “Le Retour du Lac”

## Journalistes
- Mathieu Savard, Cogeco Nouvelles 6h30, 7h30, 8h30 en semaine, vendredi midi, “Debout la Planète”
- Alex Martin, Cogeco Nouvelles midi, 16h30 et 17h30 en semaine, “Le Retour du Lac”